# 1992년 하계 올림픽 베네수엘라 선수단
베네수엘라는 1992년 7월 25일부터 8월 9일까지 스페인 바르셀로나에서 열린 제25회 하계 올림픽에 참가했다.

## 메달 집계

### 종목별 참가 선수 및 메달 집계
| 종목   | 참가 선수 | 1 | 2 | 3 | 합계 |
| 육상   | 3         |   |   |   | 0    |
| 복싱   | 2         |   |   |   | 0    |
| 사이클 | 1         |   |   |   | 0    |
| 합계   | 6         | 0 | 0 | 0 | 0    |

## 사이클
남자 도로경주
- 카를로스 마야
- 우세인 몬살베
- 로빈손 메르찬

여자 스프린트
- 다니엘라 라레알